# Takácsi
Takácsi is een plaats (község) en gemeente in het Hongaarse comitaat Veszprém. Takácsi telt 933 inwoners (2001).